# جونثالو فيرنانديث دي أوبييدو
جونثالو فيرنانديث دي أوبييدو (بالإسبانية: Gonzalo Fernández de Oviedo)‏ قائد عسكري وكاتب وكونكيستدور ومستكشف إسباني، وُلد في مدريد عام 1478. كان قائدًا الجيوش في عهد الإمبراطور كارلوس الخامس، الحاكم العام سانتو دومينغو، عاصمة وأكبر مدن جمهورية الدومينيكان، وجزيرة هيسبانيولا شرقي كوبا. شارك فيرنانديث دي أوبييدو باعتباره واحدًا من المؤرخين الذين رافقوا الإسبان في تأريخ هذه الحقبة عبر الكتابات النثرية الأولى التي ظهرت حول أدب أمريكا اللاتينية، والتي كانت تُكتب في هيئة رسائل. ألف كتاب التاريخ العام والطبيعي لبلاد الهند، حيث ظهر جزءه الأول عام 1535، والذي يتناول الحقبة التاريخة من عام 1492 حتى عام 1549. وتُوفي في بلد الوليد في 1557.

## سيرته الذاتية
ولد فيرنانديث دي أوبييدو في مدريد عام 1478، ينتمي إلى عائلة نبيلة من أستورياس. وتلقى رعاية من قبل فرناندو الثاني ملك أراغون وقشتالة وإيزابيلا الأولى. وفي سن الثالثة عشر، أصبح بمثابة ابنهما. التقى كريستوف كولومبوس قبل مغادرته للأمريكتين. وفي 4 أكتوبر عام1497، غادر إلى إيطاليا وعينه القائد جونثالو فرنانديث دي كوردوبا أمينًا عامًا. وفي عام 1514، تم تعيينه مفتشًا لمحلات الذهب في جزيرة هيسبانيولا. ولدى عودته إلى إسبانيا، تم تعيينه مؤرخًا لتاريخ جزر الهند. وذكر أنه زار أمريكا خمس مرات قبل وفاته في بلد الوليد في 1557.

## أعماله
جمعت أعمال جونثالو بين الرومانسية والرجولة وخاصة في رواية بعنوان الشجاع جدًا والفارس الذي لا يقهر دون كلارببالتي عام 1519، تم نشر أول كتاب له لأول مرة في طليطلة في شكل خلاصة بعنوان التاريخ العام والطبيعي لبلاد الهند، والذي تمت طباعة الجزء الأول منه في إشبيلية منه عام 1535، وكان بمثابة شرحًا لتاريخ الشعب في جزر الهند. وقال أنه قام بذلك بنشر اثنين من الأعمال الهامة.

## وصلات خارجية
- جونثالو فيرنانديث دي أوبييدو على موقع الموسوعة البريطانية (الإنجليزية)
- جونثالو فيرنانديث دي أوبييدو على موقع ميوزك برينز (الإنجليزية)